# Симор (остров, Антарктида)
Остров Симор (англ. Seymour Island) (в информационных и новостных источниках встречается название Сеймур) — небольшой остров к востоку от полуострова Тринити — северной оконечности Антарктического полуострова. Размеры острова около 20 километров в длину и около 9 километров в его наиболее широкой части. Ближайшие острова Сноу-Хилл (чуть южнее) и Джеймса Росса (западнее).

## История
Остров был впервые замечен 6 января 1843 года Джеймсом Кларком Россом во время его путешествия в Антарктику (1839—1843) на кораблях «Эребус» и «Террор» и был назван им мысом Симор в честь контр-адмирала (а позднее адмирала) сэра Джорджа Фрэнсиса Сеймура — лорда Британского Адмиралтейства.
Первые исследования острова были проведены норвежским мореплавателем-промысловиком Карлом Антоном Ларсеном в 1892—1893 и 1893—1894 годах. Он первым выяснил, что это остров, а не мыс. 4 декабря 1892 года Ларсен совершил первую на нём высадку, во время которой обнаружил и собрал образцы окаменелостей давно вымерших видов растений, вызвавшие значительный научный интерес.

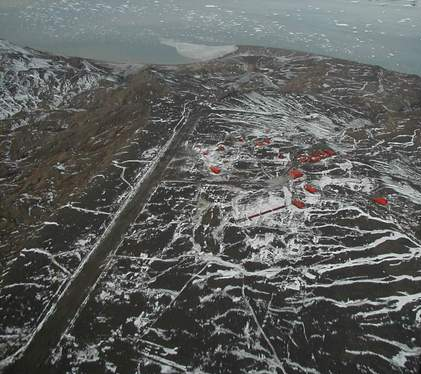
ВПП станции Марамбио

С 1969 года на острове круглогодично функционирует Аргентинская антарктическая станция Марамбио. На острове также построена первая в Антарктике взлётно-посадочная полоса, которую из-за пригодности к приёму «колесных» воздушных судов также называют «Входной дверью в Антарктику» (исп. Puerta de Entrada a la Antártida). База рассчитана на круглогодичную работу 45 человек из числа научного и административного персонала. Летом вместимость базы может составлять до 180 человек. Станция является перевалочным пунктом для хозяйственного и научного обеспечения деятельности многих антарктических научно-исследовательских станций.

## Геологическое строение и палеонтологическое значение
Остров Симор является единственным известным местом в Антарктиде, где возраст скал варьируется от 120 до 40 миллионов лет. Они являются важным свидетельством обстоятельств массового вымирания 66 миллионов лет назад (мел-палеогеновое вымирание), уничтожившего шестую часть всех живых видов на планете, в том числе нептичьих динозавров.
Одними из первых палеонтологических исследований, проведёнными на острове, были исследования, совершённые в декабре 1902 года шведской антарктической экспедицией Отто Норденшёльда, которая зимовала на соседнем острове Сноу-Хилл. Норденшёльд обнаружил на острове кости ископаемого гигантского пингвина. Эти пингвины были почти двухметровой высоты и весили до 135 килограмм. Со временем на острове также были обнаружены окаменелости морских звезд, крабов, морских лилий, кораллов, моллюсков, среди которых 4-метровый аммонит. Ещё одной интересной находкой является морская черепаха, жившая около 40-45 миллионов лет назад, форма и размеры которой сопоставимы с автомобилем Фольксваген «Жук».
В 1975—1976 годах на острове работали геологи Антарктической программы США. В 1981—1982 годах были обнаружены окаменелости сумчатых раннего третичного периода (Polydolops) — первые остатки млекопитающих, найденные в Антарктиде.
В 1989 году на острове обнаружили остатки огромного плезиозавра cf. Aristonectes sp., жившего во позднемеловую эпоху. Потребовались три сезона работ (2005, 2012, 2017), чтобы извлечь 800 кг окаменелых костей, находившихся на глубине 2.3 м ниже мел-палеогеновой границы. Считается, что весивший почти 15 тонн и достигавший в длину 11 м плезиозавр был самым крупным из известных представителей эласмозаврид (Elasmosauridae).

## Климат
Средняя температура на острове по данным метеонаблюдений, сделанным на станции Марамбио, −1.5°С летом и −15°С в течение зимы, хотя сильные ветры могут понижать ощущаемую температуру до −60 °C.
9 февраля 2020 года на антарктическом острове Симор температура поднялась до +20,75 °С. В январе 1982 года температура поднялась до +19,8 °С. 23 марта 2015 года температура поднялась до +17,4 °С (несколько более высокая температура была зафиксирована на острове Сигню (Южные Оркнейские острова), который находится значительно севернее).

## Население
На острове действует аргентинская круглогодичная антарктическая станция Марамбио, существующая с 1969 г. В зимний период персонал станции насчитывает 55 человек, а летом — 150.